# 34丁目-ハドソン・ヤード駅
34丁目-ハドソン・ヤード駅または単に34丁目駅 (34th Street – Hudson Yards, 34th Street) はマンハッタンのウェストサイドにあるニューヨーク市地下鉄の駅である。IRTフラッシング線に属し、ニューヨーク市地下鉄7号線の西端（地図上は南西端）にあたる。1面2線の島式ホームで、地上階とホーム階の間に2層のコンコース階がある。
この駅はもともとは2012年夏季オリンピックの招致の際に計画されたもので、2012年夏に開業する予定であったが、ニューヨークが選に漏れたため、開業は2013年11月まで先延ばしされた。2011年には駅構内のエスカレーターおよびエレベーターの設置遅れのため2014年6月開業予定となったが、その後もエレベーターや防火設備、保安設備の問題で何度も延期されて2015年9月13日にようやく開業した。34丁目-ハドソン・ヤード駅はニューヨーク市地下鉄において1989年以来の新駅 で、ニューヨーク市政府が費用負担して設置された駅としては1950年以来のものであった。
市と地下鉄を運営するメトロポリタン・トランスポーテーション・オーソリティ (MTA) のファー・ウェスト・サイド開発のマスタープランの一環として、IRTフラッシング線をタイムズ・スクエア駅から西へ11番街まで延伸し、そこからさらに南へ34丁目まで延伸した。もともとは、ニューヨーク・ジェッツの本拠地として、そして2012年夏季オリンピックのメインスタジアムとして計画されながら建設に至らなかったウェストサイドスタジアムの計画に関連して提案されたものであった。スタジアムの計画は市と州の計画当局から却下されたものの、ニューヨークの政治指導者たちがハドソン・ヤード再開発計画の一環として8番街の西、34丁目より北の倉庫街の再開発を目論み、そのためには地下鉄が必要だとされたことから、地下鉄7号線の延伸が承認される運びとなった。また、駅の出入口から半ブロックのところには、2008年から2014年にかけて拡張工事が行われたジェイコブ・ジャヴィッツ・コンベンション・センターがある。

## 歴史

### 計画と建設

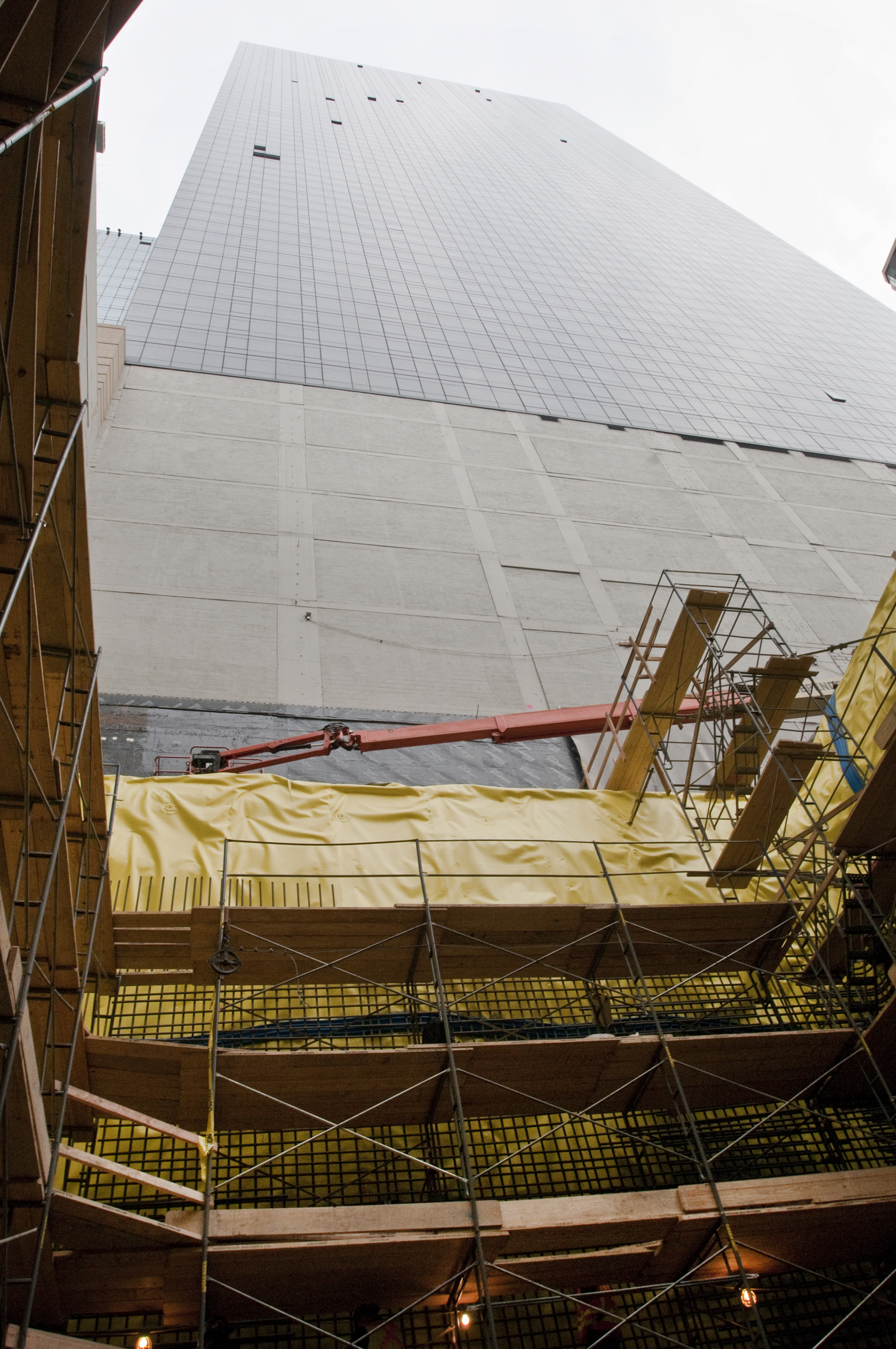
建設中

1993年時点で、ニューヨーク市計画委員会は「市の未来を形作る」(Shaping the City's Future) という報告書を書き、その中でかつては工業地帯で急速に発展しつつあったヘルズ・キッチンまでフラッシング線を延伸する検討を行った。メトロポリタン・トランスポーテーション・オーソリティ (MTA) でも、そのような延伸の可能性について検討を始めていた。2001年の報告では、ニューヨーク市計画委員会はさらなる発展には地下鉄の延伸が不可欠であるとした。
| 「 | 通りに沿った長いブロックは、もっとも西側まで歩いて20分かかる。これに加えて、グランド・セントラル駅やそのほかマンハッタンの東側からの便利な交通手段がなく、ファーウェストサイドへはマンハッタン、クイーンズ区、ウエストチェスター郡、コネチカット州などから労働者が通勤することが難しくなっている。 | 」 |

この計画は、ニューヨークの2012年夏季オリンピック招致の一環として再び提案された。ニューヨーク市は、国際オリンピック委員会が開催地を決める2005年7月以前に建設資金の目処をつけることを望んでいた。しかし、MTAの予算計画に不足があったこと、そしてそれ以前から計画があったIND2番街線やイースト・サイド・アクセスの資金調達が重なったこともあって、MTAは延伸のための予算を捻出することができなかった。また、ウェストサイド車両基地の上に建設され、オリンピックのメインスタジアムとなる予定であったウェストサイドスタジアムの提案が2005年に州議会に却下されたため、ニューヨークはオリンピック開催地の選から漏れてしまった。
当時ニューヨーク市長であったマイケル・ブルームバーグにとって、延伸計画は依然として優先課題であった。ブルームバーグは、2006年12月12日の自然保護のための有権者行動連盟に対する演説の中で、市は2006年11月に地下鉄7号線の11番街-34丁目への延伸のための債券の発行を開始したと述べた。延伸費用は、市の増加税収財源措置債券の発行で賄われ、地下鉄延伸の恩恵を受ける地区の将来的な発展による固定資産税の増収分から償還される。延伸費用は当初21億ドルとされていたが、10番街駅の見送りにより5億ドル浮いたにも関わらず結果的に24億ドルまで膨張した。
2007年10月に、MTAはJ.F.シー、スカンスカUSAシビル、シアボーンの3社で構成される合同企業体S3に対して、11億4500万ドルで2,100メートル (7,000 ft)の2本の単線トンネルを建設する契約を結んだ。この契約では、7号線の当時の終点であるタイムズ・スクエアから41丁目の下を11番街まで西に進み、そこから26丁目まで南下するトンネルを建設することになっていた。リチャード・ダットナー・アンド・パートナーズ・アーキテクツが34丁目駅の設計を行った。新しい駅の外郭を掘削し、トンネルの最初の300メートル (1,000 ft)を発破工法で掘削した後、2台のトンネルボーリングマシン (TBM) が据えられて残りの1,800メートル (6,000 ft)の掘削が行われた。TBMにより、掘削しながらコンクリート製の覆工セグメントを設置してトンネル内壁を構築していった。
2008年6月に、トンネルの建設が11番街に沿って開始された。MTAは2009年12月21日に、1台のTBMが34丁目駅の壁を破って貫通したと発表した。2台のTBMとも、2010年春に所定のトンネル工事を完工する予定であった。
2011年4月に、MTAはトンネルや駅のコンコースおよびプラットホームに関する契約の85パーセントが完了し、機械・電気設備、電力、照明、軌道などに関する契約が2011年7月に結ばれる予定だと発表した。こうしたシステム関連の契約は実際には2011年9月に結ばれた。2012年5月にMTAは、延伸工事の65パーセントが完了し、最初のレールが敷設されたと発表した。2013年8月までには、工事は90パーセント完了した。

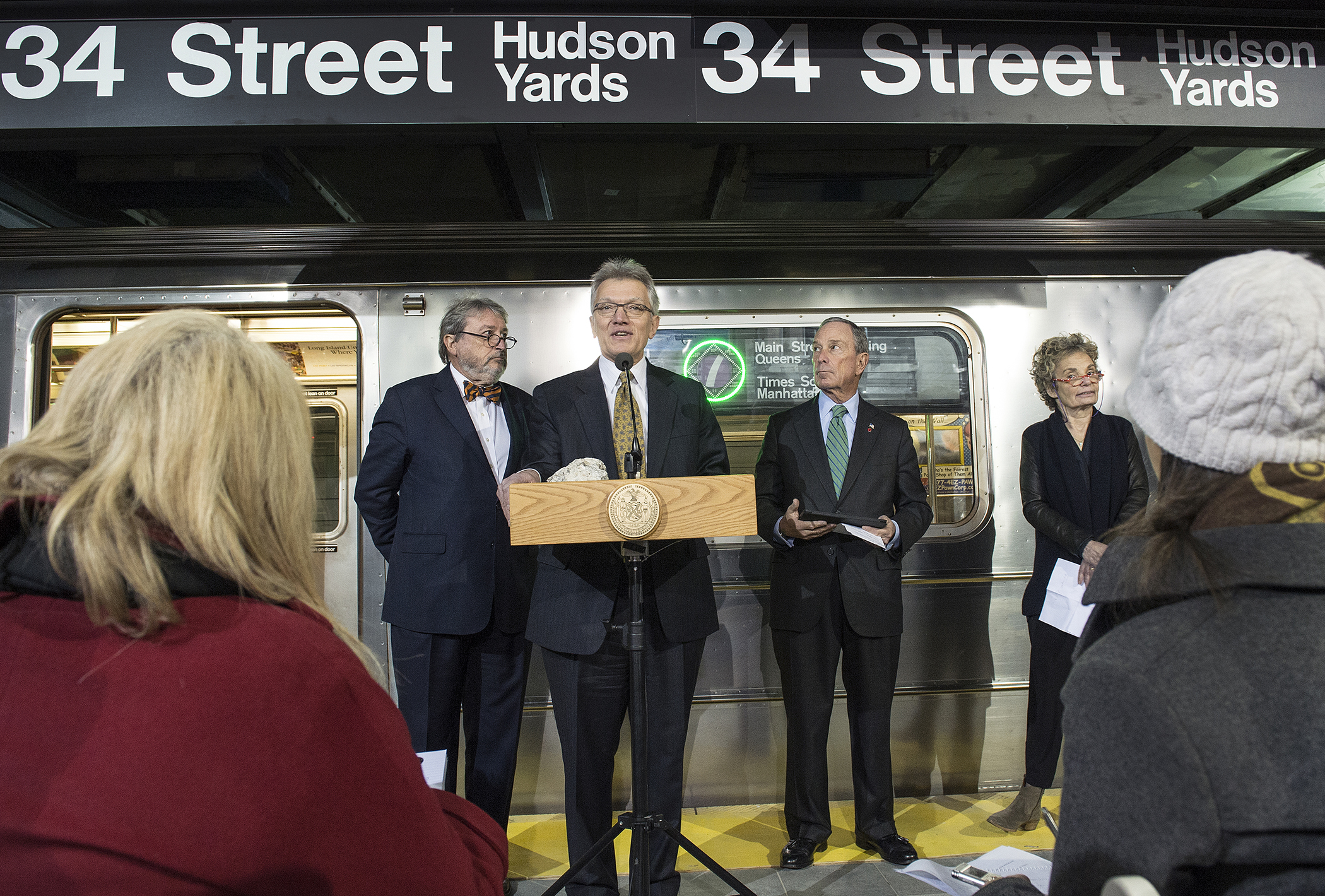
2013年12月の式典の様子。話者の後方右側が当時の市長マイケル・ブルームバーグ、後方左側がマイケル・ホロドニチャヌ

2013年12月20日に、ブルームバーグ市長は延伸区間の記者公開に際して、ほぼ完成した駅まで記念乗車を行って、彼の市長としての成果の一部を誇示した。しかし、列車の試運転が開始されたのは2015年6月になってからであった。

### 遅延
2012年1月の時点では、駅は予算の範囲内で建設が進んでおり、予定通り2013年には開業できると宣伝されていたが、その後プロジェクトは様々な遅延に苦しめられることになった。この駅は当初は2012年夏季オリンピック招致の一環として計画されたもので、10番街駅を含む2駅の延伸区間は2012年夏に開業予定であった。しかし、オリンピック開催地にはロンドンが選ばれたため、開業日は2013年12月まで先延ばしになった。それから間もなく、10番街駅は建設計画から外された。2012年6月の時点では、2013年末までは試運転のみ行うとされた。同月、駅の設備の設置遅れにより、開業は2014年6月に遅れることになった。
MTA建設部門のトップであったマイケル・ホロドニチャヌは2014年1月にニューヨーク・タイムズに対して、斜行エレベーターの設置工事が複雑なことからさらに3か月ほど遅れる見込みで、開業日は2014年の夏か秋の始めくらい、あるいは11月になると述べた。2014年3月の時点では、駅の開業予定日は依然として2014年11月であった。

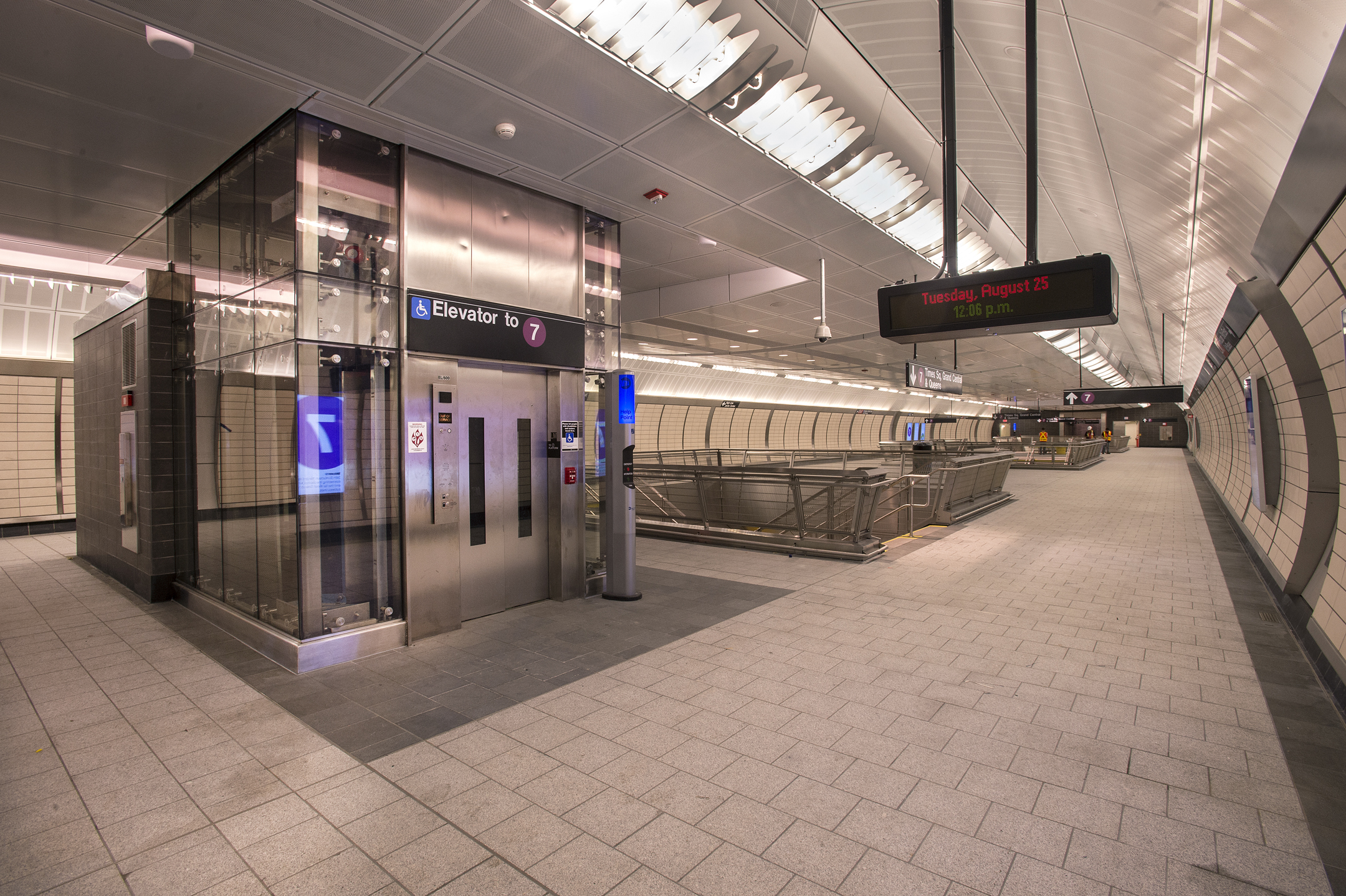
駅のコンコース

さらに、2014年5月には斜行エレベーターがイタリア・コモ県の工場での試験に失敗したため、開業がさらに遅れることになった。公式発表ではエレベーターはイタリア製で、ソフトウェアや部品は通常ならイタリア国内の1社で製造しているところをアメリカ国内の数社で製造しているためだとした。しかし、遅れの原因はエレベーターだけではなかった。総合防火試験はエスカレーター・エレベーター・階段を含むすべての駅設備が完成していなければ実施できないため、さらに開業が遅れることになった。エスカレーターとトンネル換気システムも遅れの原因になった。 この時点で開業予定は2014年末頃とされていたが、エレベーターや換気システムの問題のため2014年10月には2015年2月の開業になるとされた。開業日は当初はハドソン・ヤードで最初のビルで2015年7月の開業予定だった10 ハドソン・ヤードよりも早いとされていた。
MTA は2015年2月24日までに開業すれば475万ドルのインセンティブを与えるとしていたが、この時点でそこまで遅れていた。斜行エレベータは問題解決のためソフトウェアを修正して設置された。試験は11月までに終わるはずだった。3基の換気システムは2014年10月1日までには設置され、さらに2基が月末までに設置される予定であった。11月17日には開業日は2015年2月24日になると確約され、標識や南側入口の屋根が建てられ始めた。ところが、わずか1ヶ月後には MTA は斜行エレベーターが正しく動作しないため開業は2015年4月から7月にならないとできなくなったと発表した。MTA は火災報知器や保安システムも遅延の要因であるとした。さらに、ハドソン・ヤード再開発事業のデベロッパーであるリレイテッド・カンパニーズは、34丁目駅の真上に建設する55 ハドソン・ヤードの基礎工事を、駅が開業する前に完工しなければならなかった
2015年3月24日には、MTA は開業は再び遅れて2015年夏になると発表した。火災報知システムや保安システムにまだ問題が残っており、さらに第三軌条や公共広告放送システム、換気扇、エスカレータやエレベータの試験もしなければならなかった。2015年4月には駅は完成していたが、開業できなかった。2015年6月15日にはまたも延期されて「2015年第3四半期末の前」になった。その1ヶ月後、MTA は遅くとも2015年9月13日に開業すると確約し、2015年8月28日になって開業日が確定した。このとき MTA 会長のトーマス・プレンダーガストは、34丁目駅などのMTAキャピタル・コンストラクションのプロジェクトが数限りなく延期を繰り返したのは屈辱的なことだ、と述べた。

### 開業

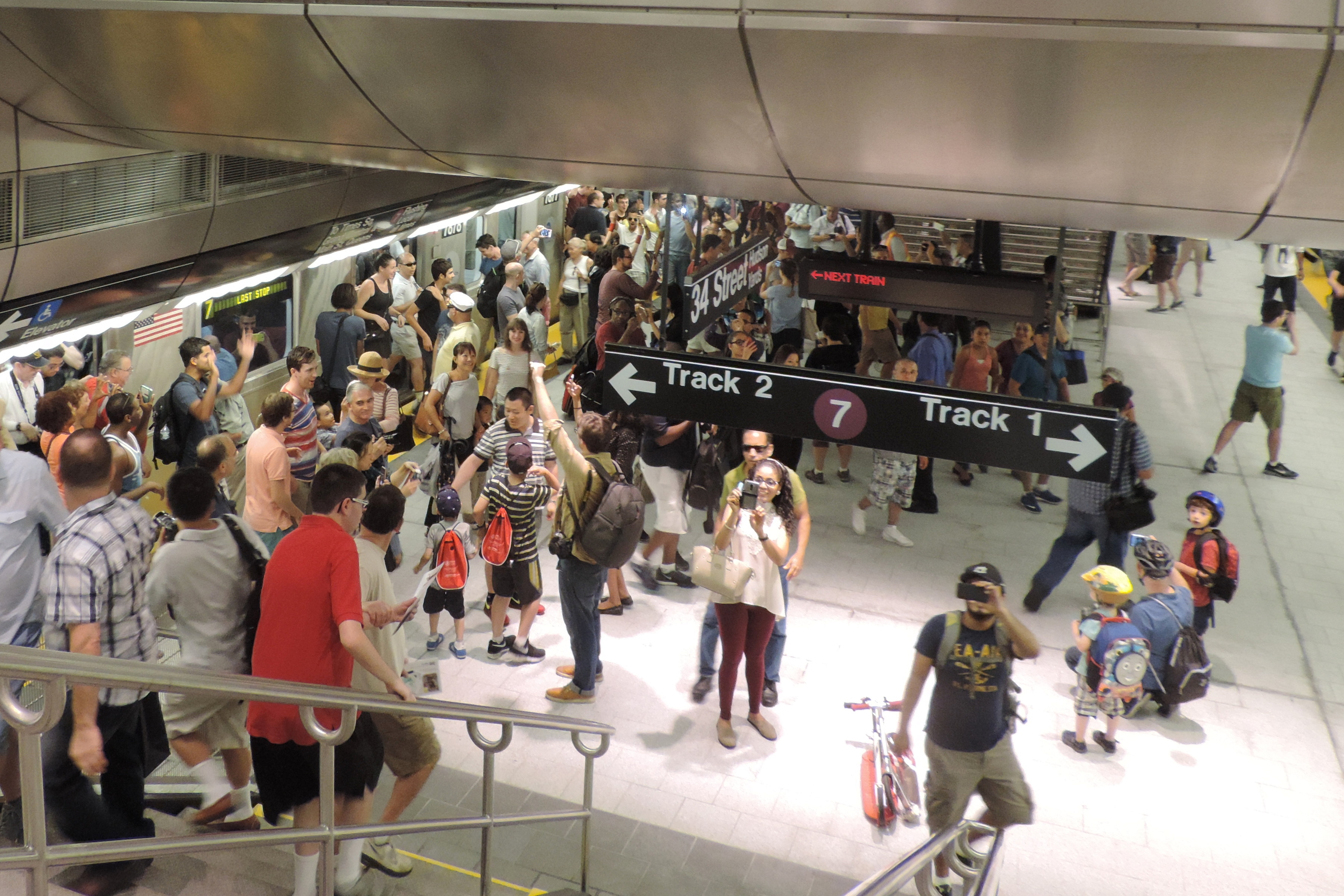
到着する開業日の一番列車

度重なる遅延ののち、2015年9月13日に開業した。 35丁目側の出口は2018年9月に竣工した。
しかし、開業翌日にエスカレーターが故障した。 さらに16日には再びエスカレーターが故障した。 それよりも早く ニューヨーク・ポスト が新トンネル内の信号問題を報道しており、 SNS上でも話題となった。 ウォール・ストリート・ジャーナル は "it's only a matter of months (make that weeks) before the gleaming station ... is pockmarked with chewing-gum spots, urban scrawl and litter."と報道した。 このように、開業後もトラブルが頻発した 。

## 駅構造

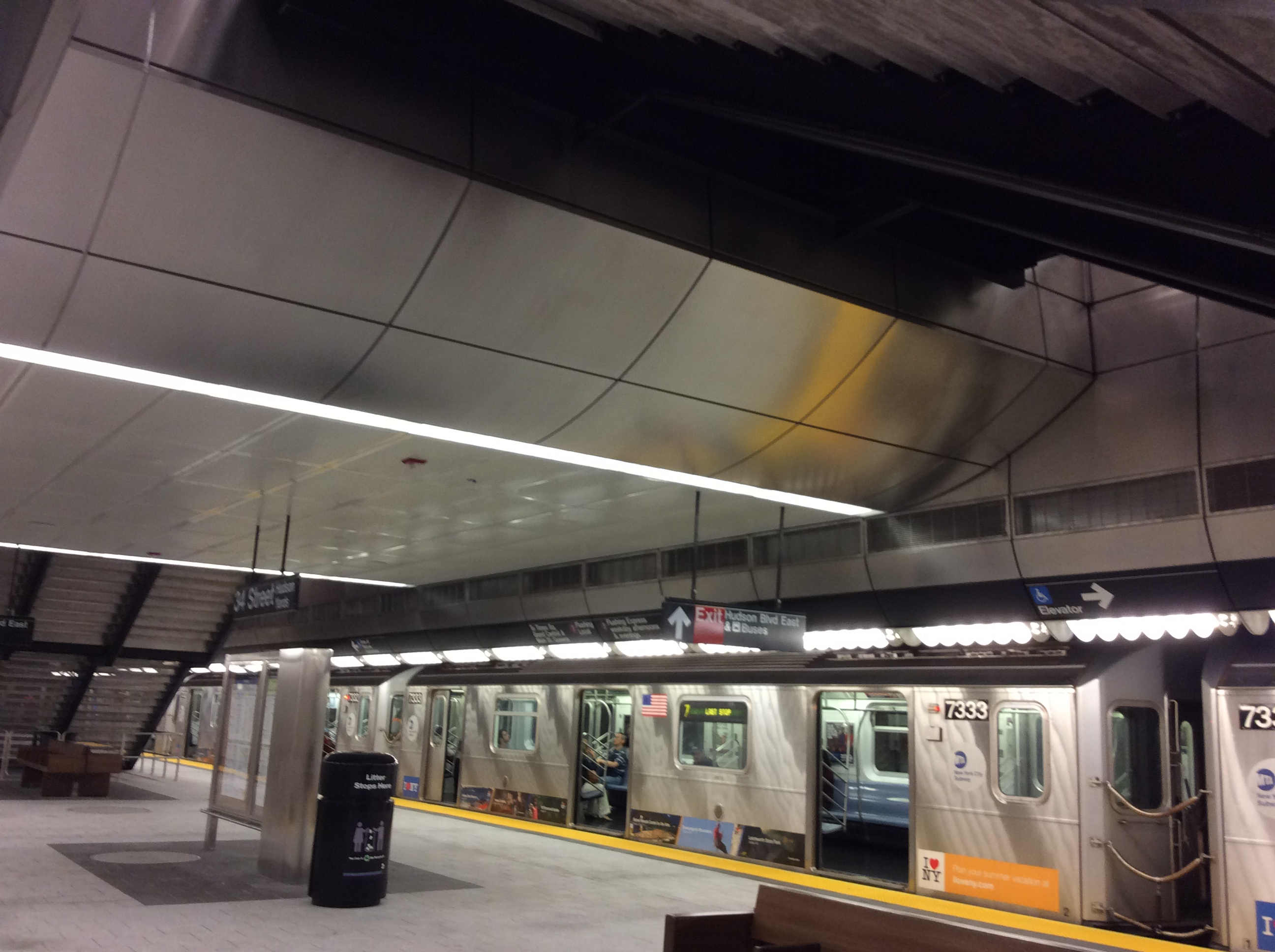
ホーム

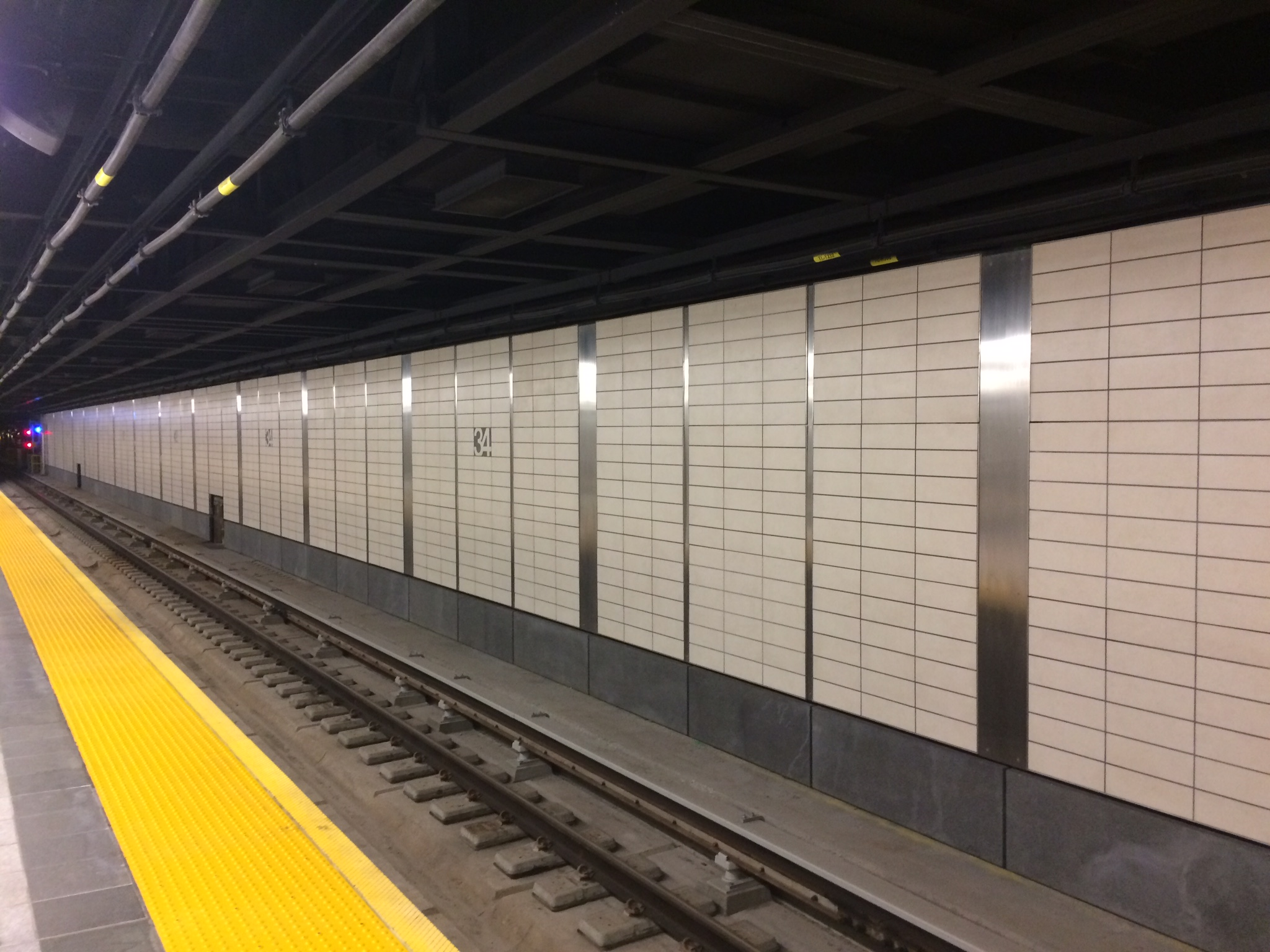
2番線の線路

| G           | 地上                                       | 出入口                                                                                              |
| B1          | メザニン上層階                             | 出入口への階段、エスカレーター、エレベーター · (エレベーターは34丁目とハドソン・ブールバードの南西) |
| B1          | メザニン上層階                             | 改札、駅員詰所、メトロカード自動券売機                                                              |
| B1          | メザニン上層階                             | 下層メザニンへのエスカレーターと斜行エレベーター                                                    |
| B2          | メザニン下層階                             | ホームへの階段、エレベーター                                                                        |
| B2          | メザニン下層階                             | 機械室                                                                                              |
| B3 ホーム階 | 1番線                                      | フラッシング-メイン・ストリート行き (タイムズ・スクエア-42丁目) →                                   |
| B3 ホーム階 | 島式ホーム、到着番線に応じた側のドアが開く | |
| B3 ホーム階 | 2番線                                      | フラッシング-メイン・ストリート行き (タイムズ・スクエア-42丁目) →                                   |

## 画像

建設時
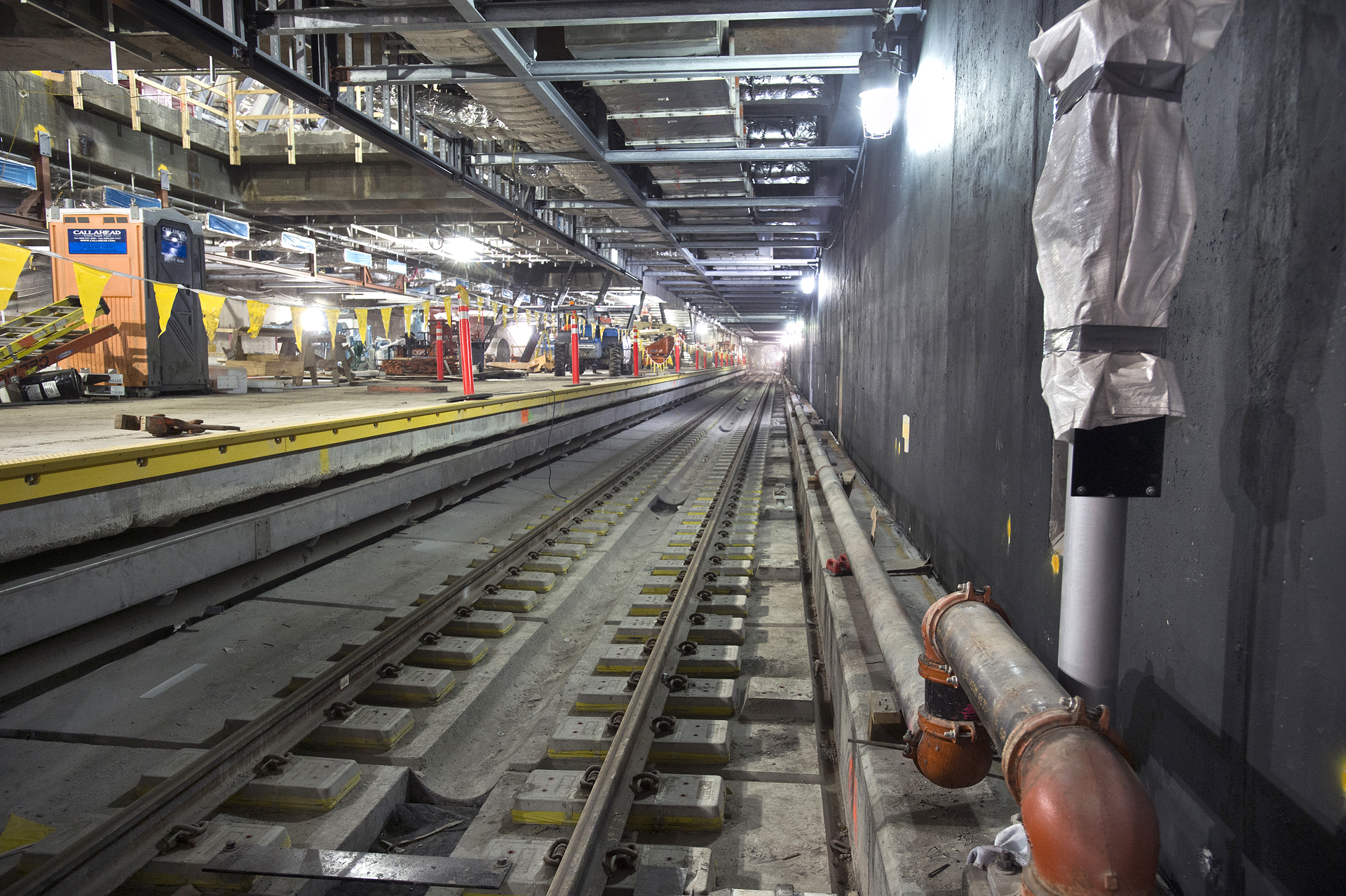
駅構内の線路
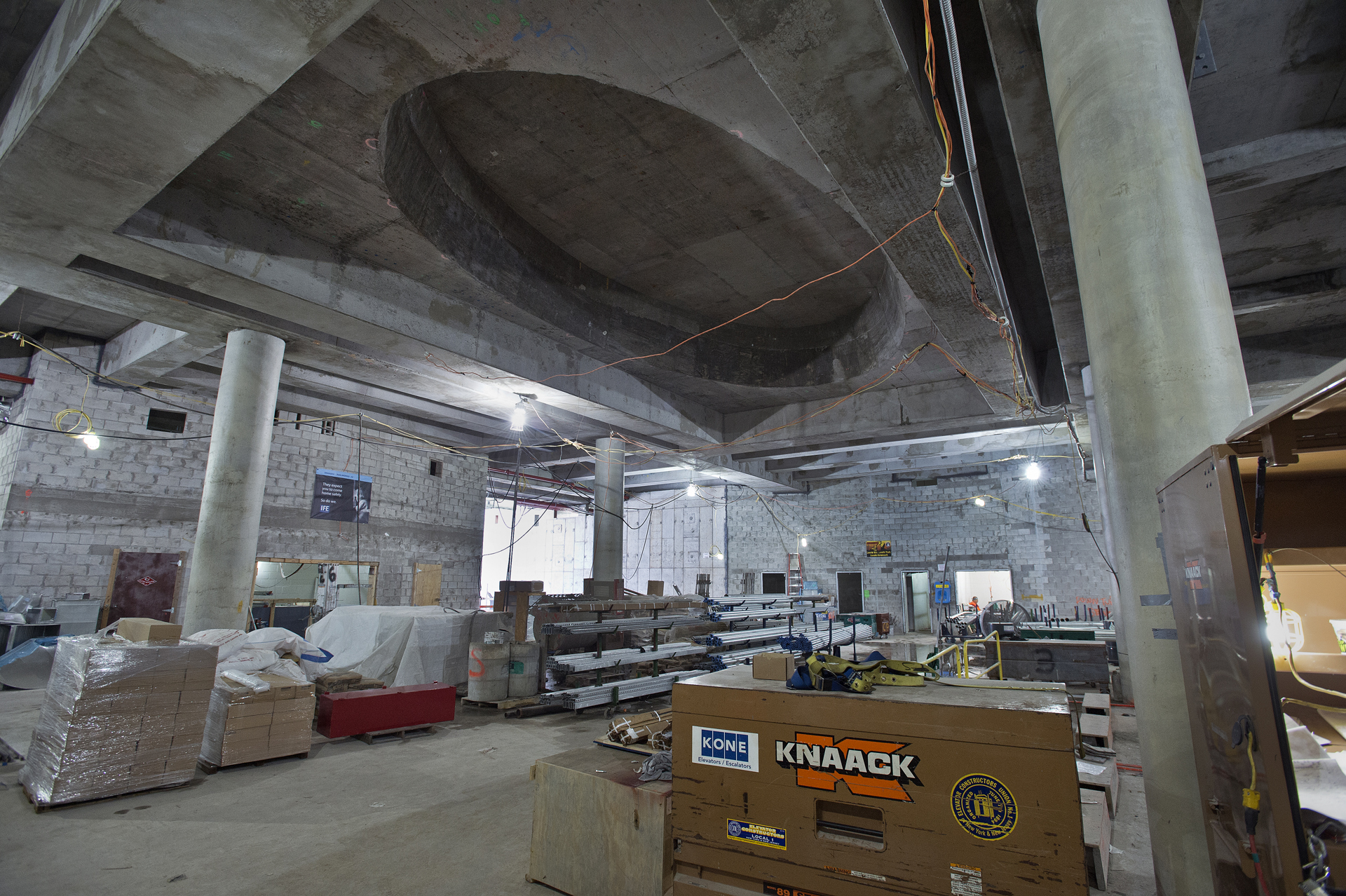
建設中のコンコース階
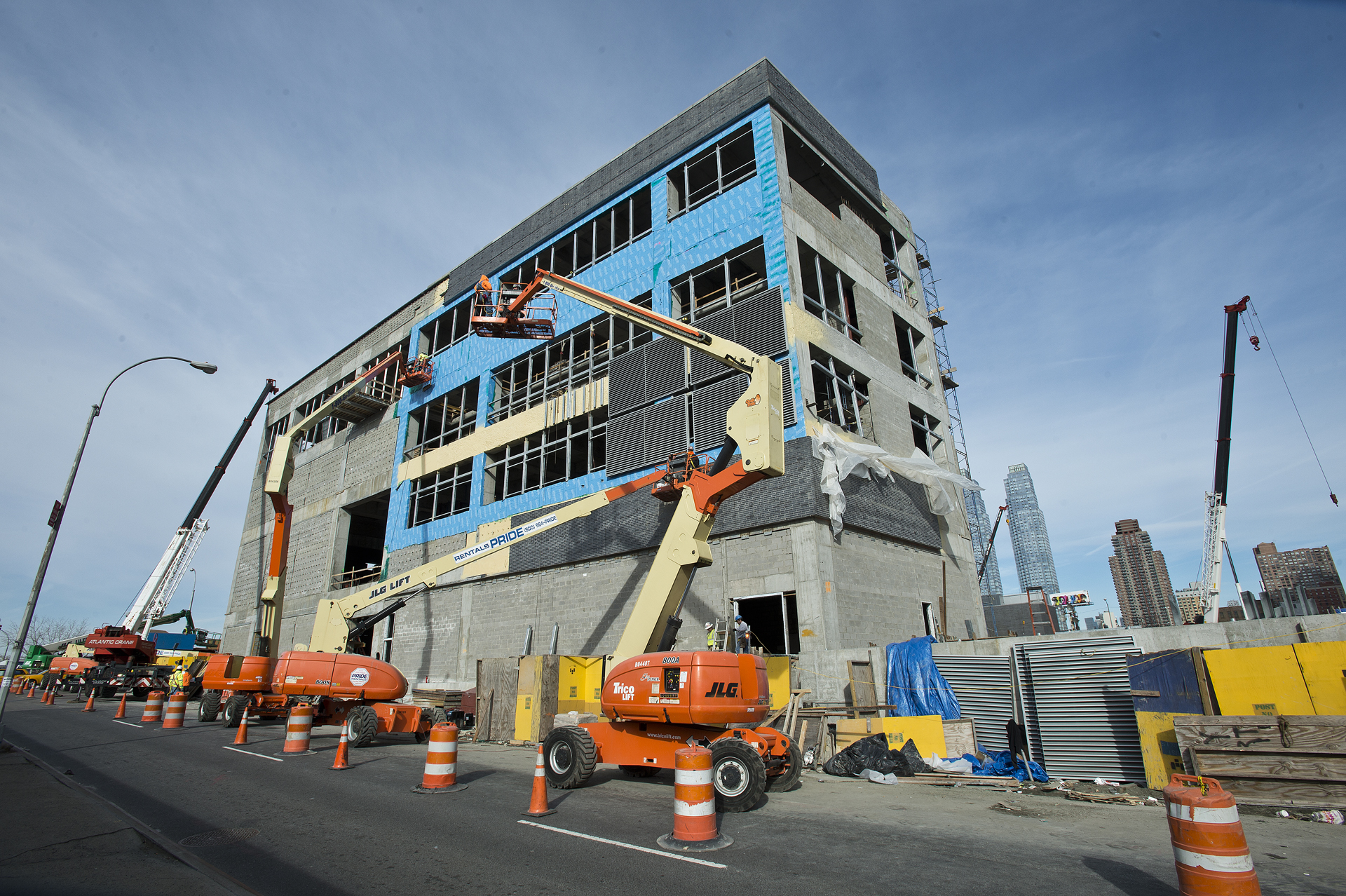
建設中の換気塔
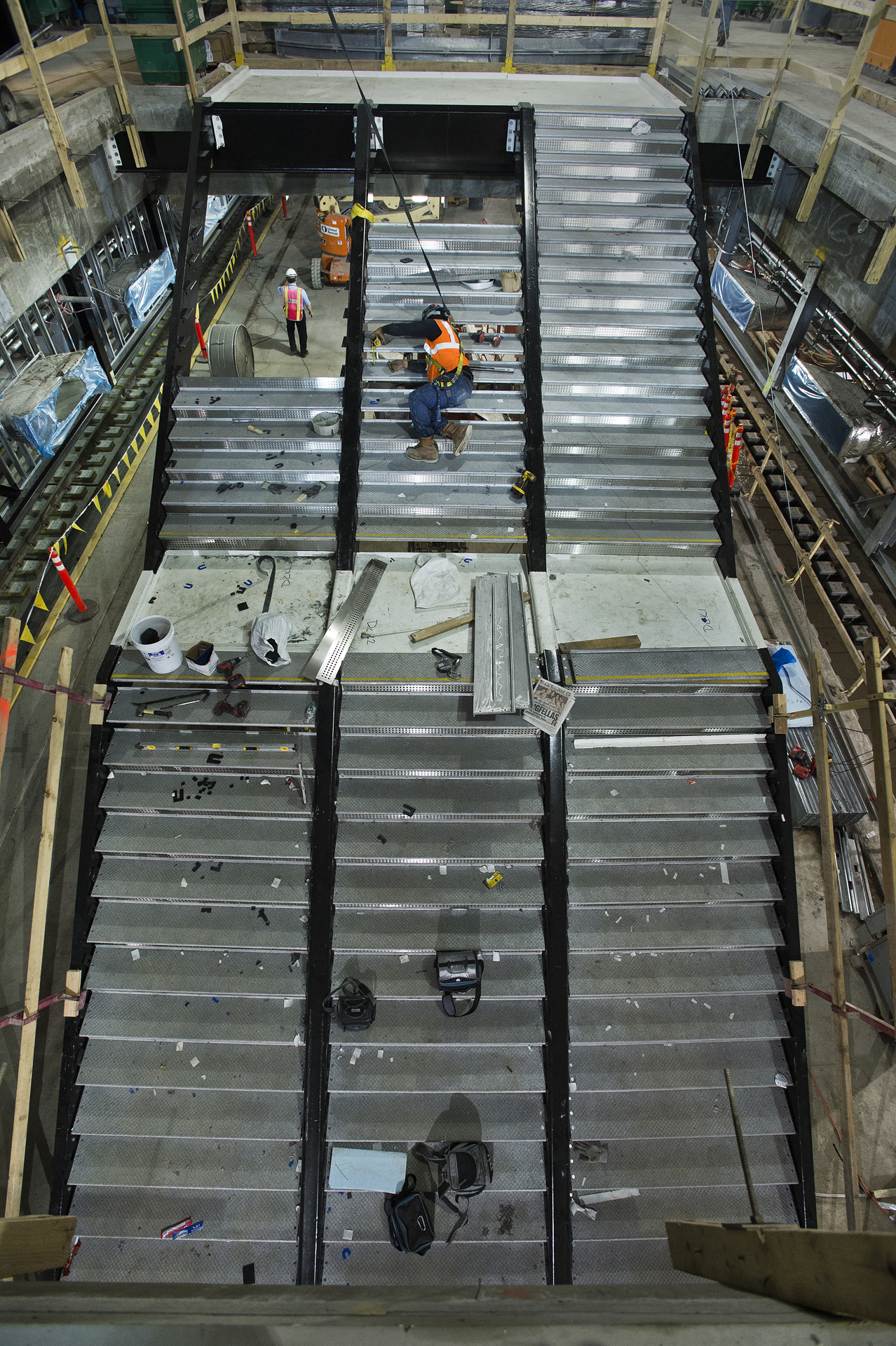
建設中の階段

開業時
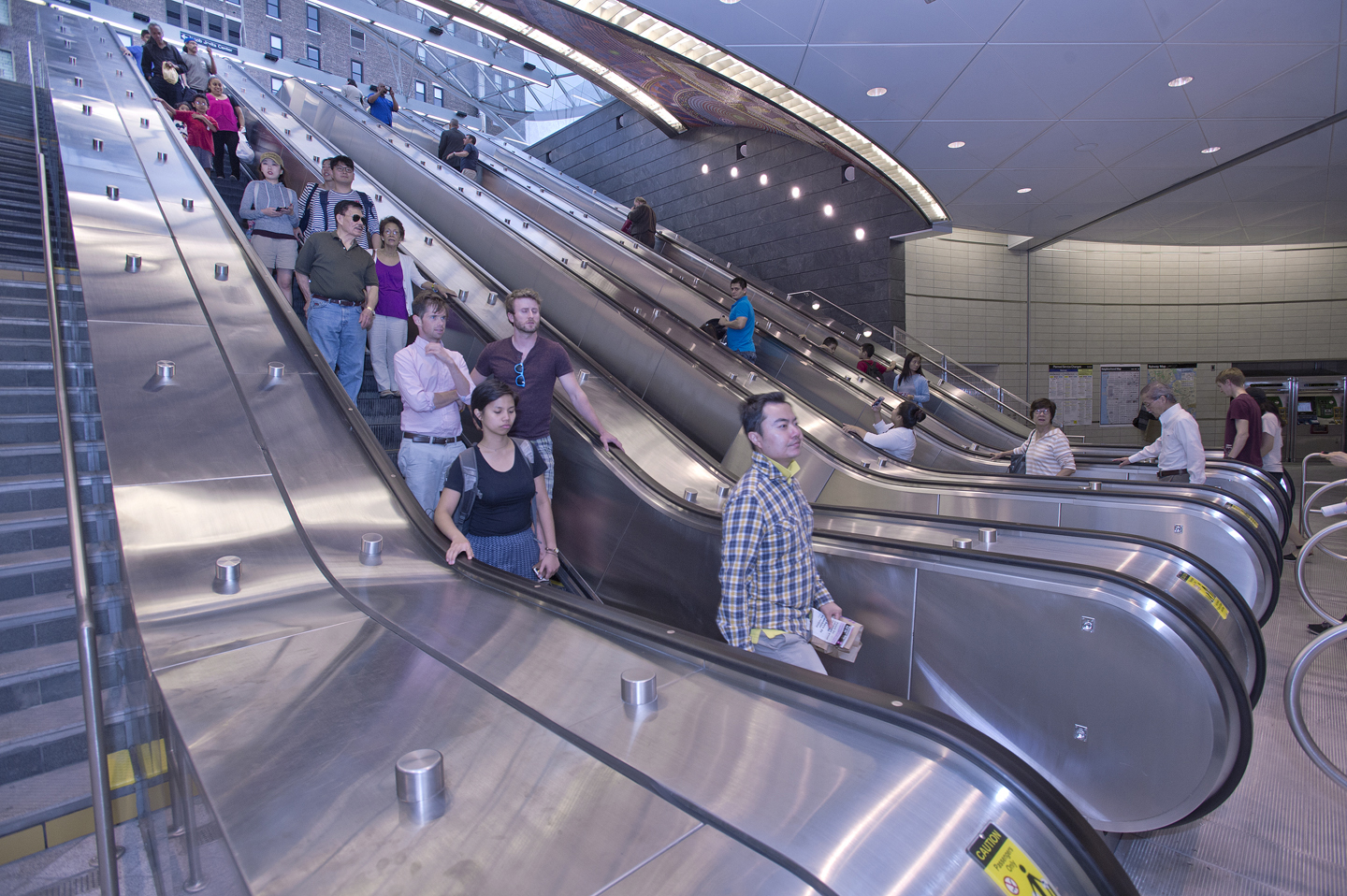
駅出口に向かうエスカレーター
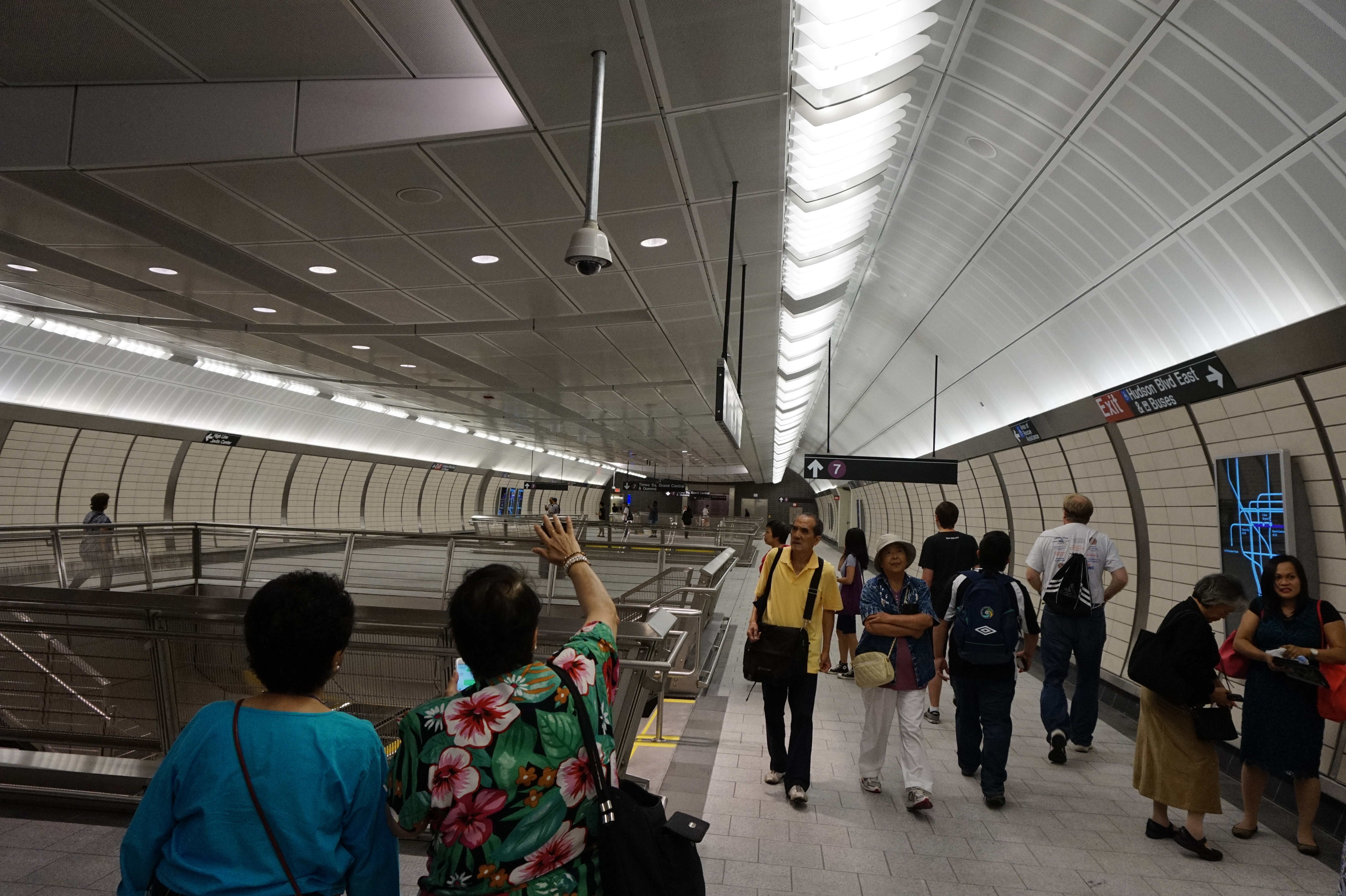
開放されたコンコース階
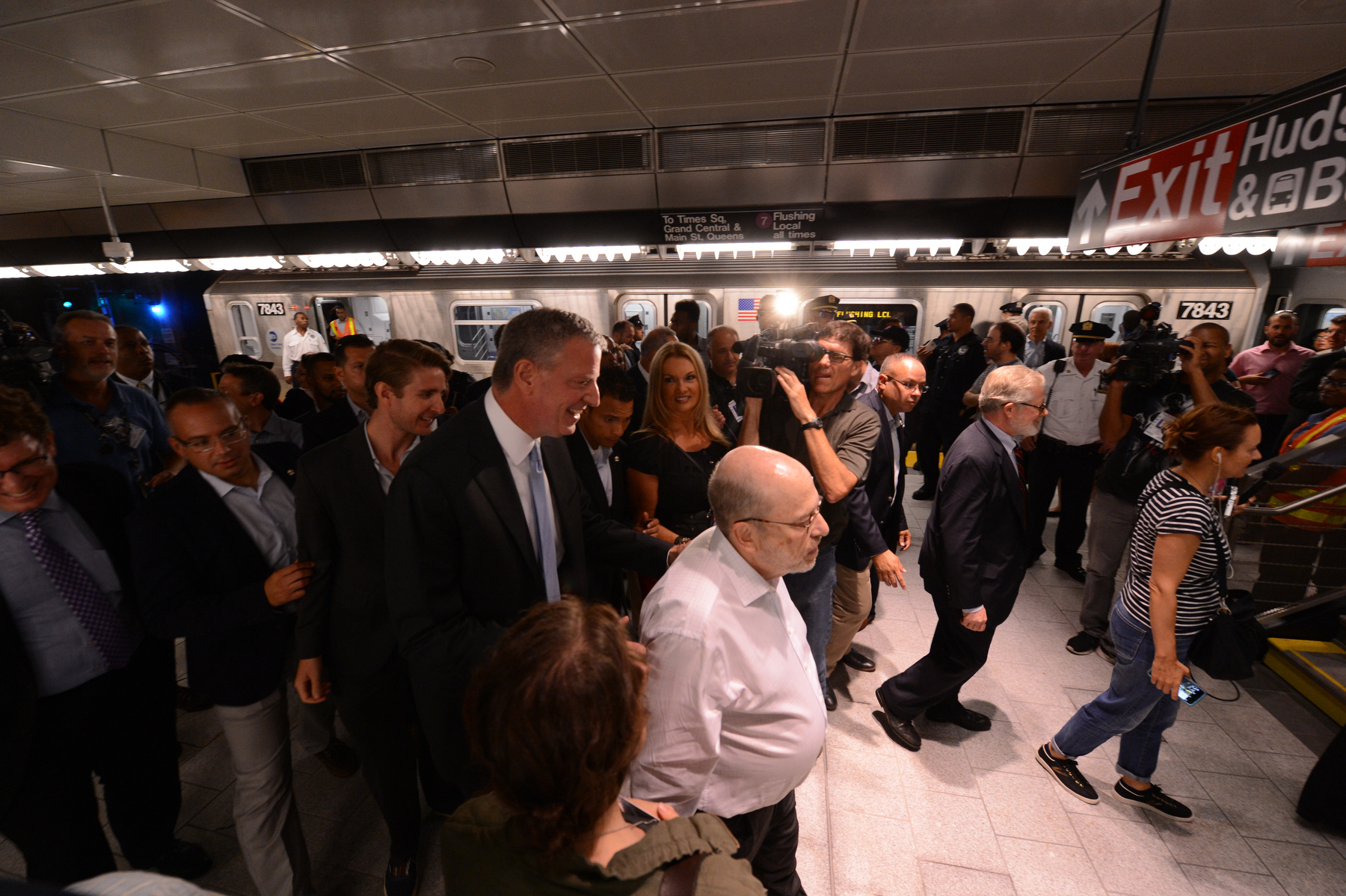
開業日の様子